# دریاچه نوکوئه

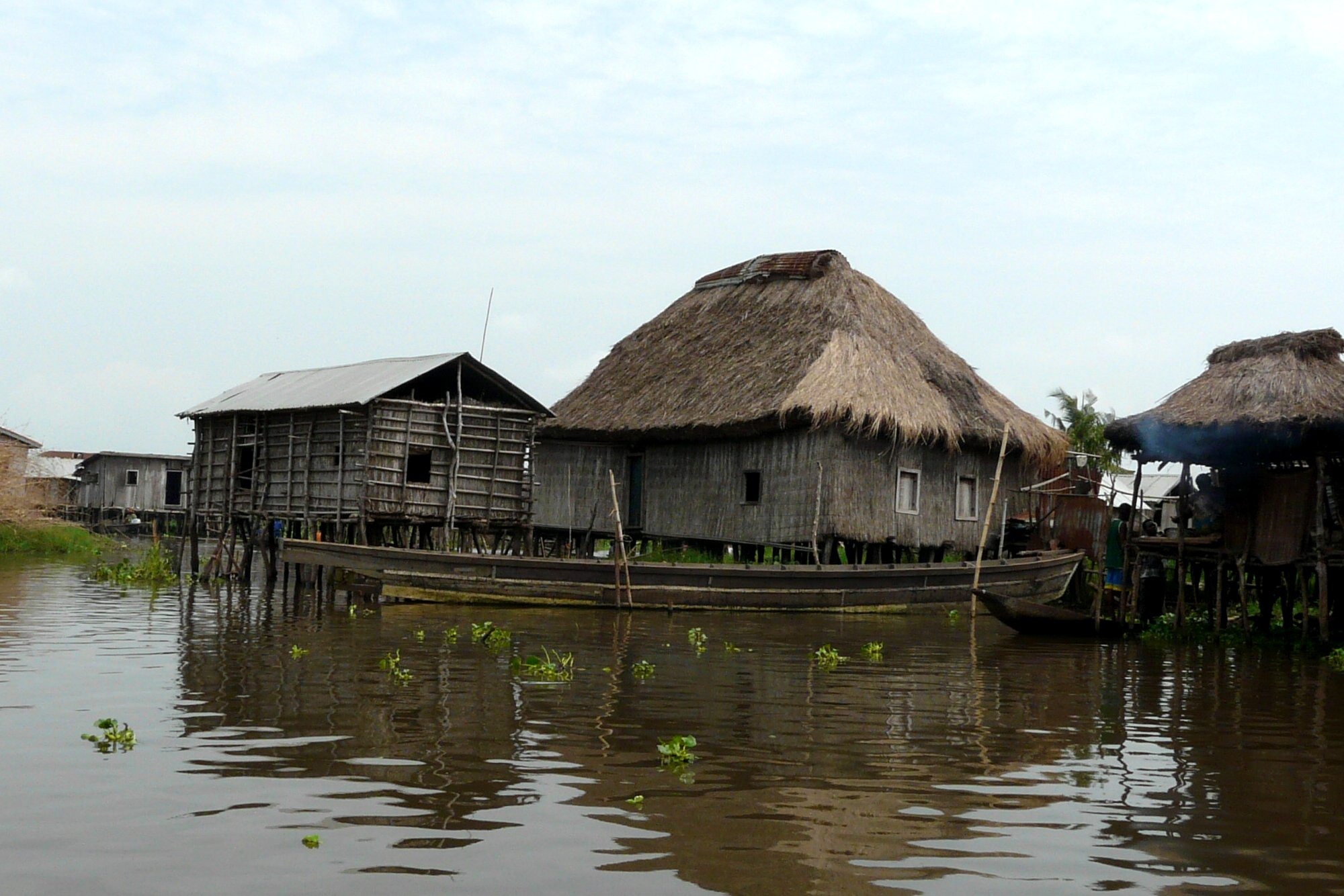
گانویه

دریاچه نوکوئه (Nokoué) دریاچه‌ای است در جنوب کشور بنین.
پهنای این دریاچه ۲۰ کیلومتر و درازای آن ۱۱ کیلومتر است. این دریاچه در مختصات ۶°۲۶′۰۰″شمالی ۲°۲۷′۰۰″شرقی / ۶٫۴۳۳۳۳۳۳°شمالی ۲٫۴۵°شرقی در شمال کوتونو واقع شده‌است. 
در کنارهٔ باختری دریاچه نوکوئه شهرک معروف آبی گانویه قرار دارد.
دریاچه نوکوئه از جایگاه‌های مهم برای زیست پرندگان است.